# Мулан (фильм, 1964)
«Мулань», точнее, «Хуа Мулань» (花木蘭), также известен под англоязычным гонконгским названием Lady General Hua Mulan — гонконгский художественный фильм 1964 года студии Shaw Brothers с Айви Лин По в главной роли. Картина объединяет жанры батально-исторического кино и китайской оперы хуанмэй.
Впервые фильм вышел на экраны в Малайзии в декабре 1963 года. Премьера в Гонконге состоялась в 18 июня 1964 года.

## Сюжет
Фильм экранизирует китайскую легенду о Хуа Мулань — девушке, жившей, предположительно, в V в. н. э., которая переоделась в мужскую одежду, чтобы сражаться на войне вместо своего престарелого больного отца.
Китай атакован ордами варваров, заставляя императора объявить всеобщую мобилизацию.
Услышав на охоте звук набата, Хуа Мулань, дочь уважаемого ветерана Хуа Ху, в спешке возвращается домой и обнаруживает, что её семья также получила предписание обеспечить армии солдата. Все в семье Хуа чтят традицию военного служения родине, но что делать, если отец болен, а единственный сын слишком мал. Мулань вызывается занять место своего отца, но, естественно, получает отказ. Тем не менее, Мулань удается добиться своего, сговорившись со старшей сестрой и двоюродным братом, переодевшись юным рекрутом и вызвав ветерана Хуа на поединок «для оценки своих сил». Побежденный, впечатленный и обрадованный отец дает дочери своё благословение.
Мулань и её двоюродный брат Хуа Мин отправляются в лагерь сбора, где по достоинству оцениваются её умения, она приобретает новых друзей и впервые знакомится с молодым генералом Ли Куаном. Не обходится, правда, без курьезов — Мулань совершенно не умеет пить…
Проходит время, война пошла на второй десяток лет. Мулань уже не солдат, а генерал; растет и её чувство к генералу Ли.
Наконец, через 12 лет боев, война приходит к концу, вождь варваров захвачен. Мулань предлагается государственная карьера, но все, чего она хочет — вернуться к старым отцу и матери. Главнокомандующий Хо закатывает победный пир, после которого предлагает молодому генералу руку своей дочери. Мулань не знает, что делать, её выручает только недавняя рана. В палатке генерал Ли поздравляет собрата с предложением командующего, Мулань пытается намекнуть на свои чувства, но безуспешно.
Армия провожает домой генерала Хуа — «младшего из генералов, величайшего в свершениях».
Возвращается мирная жизнь. Селение Мулань навещает пышная армейская делегация — это главнокомандующий, получив высочайшее благословение на объединение семей от Сына Неба, прислал генерала Ли и других друзей-военачальников в качестве сватов с богатыми дарами. Их встречает старший Хуа, а затем приветствует и младший, «брат Хуа»… оказавшийся сестрой. Все поражены: Мулань превзошла саму Чжу Интай, а её «Лян Шаньбо» оказался ещё недогадливее прототипа.
Позднее Мулань и Ли Куан наконец-то объясняются с глазу на глаз. Наутро Мулань провожает Ли Куана в столицу — кому-то надо объясниться с командующим и императором — но генерала Ли теперь ждет нареченная…

## В ролях
| Актёр                       | Роль                    |
| --------------------------- | ----------------------- |
| Айви Лин По (вокал её же)   | Хуа Мулань              |
| Цзинь Хань (вокал Хун Кёна) | генерал Ли Куан         |
| Ян Чжицин                   | отец Мулань Хуа Ху      |
| Чэнь Яньянь                 | мать Мулань             |
| Чжу Му                      | кузен Мулань Хуа Мин    |
| Чин Мяо                     | главнокомандующий Хо    |
| Цзян Гуанчао                | брат Чжан               |
| Фун Нгай                    | брат Ван Куй            |
| Вон Чун                     | брат Чжоу Шен           |
| Чиу Мин                     | брат Чэнь Вэйхань       |
| Ли Куань                    | брат У Синьчэн          |
| Хэ Бинь                     | предводитель кочевников |

## Съёмочная группа и технические данные
- Производство и исходное распространение: Shaw Brothers.
- Продюсер: Шао Жэньлэн.
- Режиссёр: Гриффин Юэ Фэн[англ.].
- Режиссёрская группа: Вон Синлёй, Чэнь Цижуй, Цао Няньлун.
- Сценарий: Гэ Жуйфэнь (псевдоним Юэ Фэна), Фэй Аньна, Дун Цяньли.
- Композитор: Чжоу Ланьпин, Эдди Х. Ван Цзюжэнь.
- Грим: Фан Юэнь
- Оператор: Тадаси Нисимото (он же Хэ Ланьшань).
- Редактор: Цзян Синлун

Язык диалогов и вокала: китайский путунхуа («мандаринский»).
Плёнка и формат фильма: Eastmancolour в формате Shawscope (фирменная версия CinemaScope) 2,35:1. Звук — моно.

## Производство
В съёмках боёв, в частности, последней боевой сцены после рейда кочевников в китайский лагерь на южном берегу Хуанхэ было задействовано около 3 тысяч человек массовки.

## Награды
11-й Азиатско-тихоокеанский кинофестиваль
- Айви Лин По — приз за лучшую женскую роль[1][2]

## Обзоры
- Intergender Casting in Chinese Cinema with special focus on the performances of Ivy Ling Po (англ.). The Weird Wild Realm. Paghat the Ratgirl. — Review. Дата обращения: 10 мая 2019.
- Matti Erholtz. Lady General Hua Mulan (1964) (фин.). elitisti.net (31 мая 2010). — Arvostelu. Дата обращения: 10 мая 2019.
- Peter Nepstad. Lady General Hua Mu Lan (англ.). The Illuminated Lantern. — Review. Дата обращения: 10 мая 2019.